# 机械桥
机械桥是瑞士日内瓦的一座跨罗讷河人行桥梁，是日内瓦罗讷河上最古老的城市建筑，最初用作罗讷河的抽水站（1843-1886），因而得名。